# Waldemar Dziki

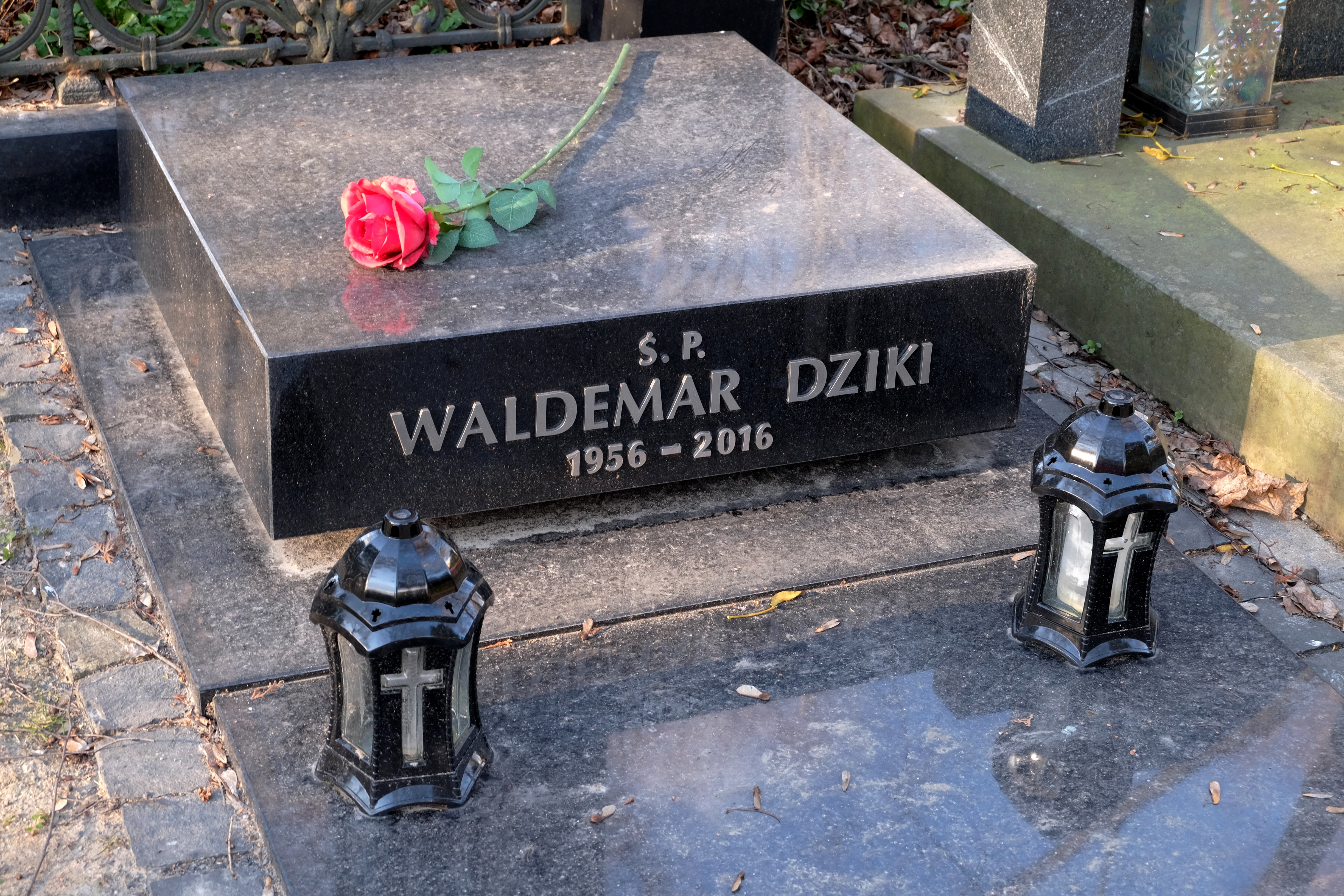
Dzikis Grab

Waldemar Dziki (* 28. September 1956 in Zakopane, Polen; † 16. September 2016 in Barcelona, Spanien) war ein polnischer Regisseur und Filmproduzent.

## Karriere
1980 absolvierte Dziki die Staatliche Hochschule für Film, Fernsehen und Theater Łódź. 2007 übernahm er die Position des Generaldirektors des ukrainischen Fernsehsenders „Ukraina“ (TRK Ukraina). Zuvor arbeitete er für Polsat.
Er war mit der Schauspielerin Daria Trafankowska verheiratet, von der er sich scheiden ließ. Nach einigen Jahren lernte er eine andere Schauspielerin, Małgorzata Foremniak, kennen, von der er sich 2011 scheiden ließ. Seine dritte Frau war die Journalistin Marta Eljasiak.
Dziki starb am 16. September 2016 in Barcelona 12 Tage vor seinem 60. Geburtstag. Er wurde auf dem Evangelisch-Reformierten Friedhof in Warschau beigesetzt.

## Filmografie (Auswahl)
- 1987: Der kleine Magier
- 2001: Durch Wüste und Wildnis